# Dennis Slamar
Dennis Slamar (* 8. September 1994 in Berlin) ist ein deutscher Fußballspieler.

## Karriere
Slamar spielte in der Jugend für Tasmania Gropiusstadt, den Halleschen FC und Eintracht Braunschweig. In der zweiten Mannschaft der Eintracht absolvierte er seine ersten Spiele im Erwachsenenfußball in der Regionalliga Nord. Zu Beginn der Saison 2015/16 wurde er in den Kader der ersten Mannschaft berufen, blieb jedoch ohne Einsatz und wechselte Anfang Januar 2016 zurück in die zweite Mannschaft. 
Nachdem sein Vertrag bei der Eintracht nicht verlängert wurde und er einige Wochen vereinslos war, wurde er im September 2016 von Carl Zeiss Jena verpflichtet. Mit Jena gelang am Ende der Saison 2016/17 der Aufstieg in die dritte Liga. Am 22. Juli 2017 hatte er im Spiel gegen den SV Wehen Wiesbaden seinen ersten Einsatz im Profifußball.
Zur Saison 2019/20 unterschrieb der Verteidiger einen Zweijahresvertrag bei der SG Sonnenhof Großaspach. Ende August 2020 wechselte er zum FC Carl Zeiss Jena zurück und unterschrieb dort einen Vertrag für die Saison 2020/21 mit der Option der Verlängerung für eine weitere Saison.
Nachdem sein Vertrag in Jena im Sommer 2022 nicht verlängert worden war, schloss er sich dem Ligakonkurrenten Energie Cottbus an.